# 1701年王位継承法

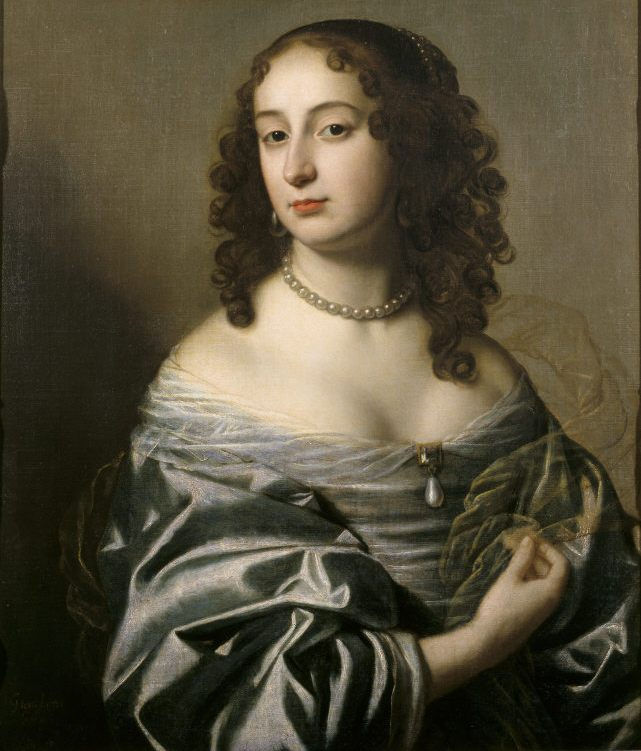
ハノーファー選帝侯妃ゾフィー。
現在のイギリス王位継承者は、事実上、彼女の子孫のみに限られている。

1701年王位継承法（1701ねんおういけいしょうほう、英: Act of Settlement 1701）は、1701年に権利章典を改正した法で、イギリスの君主（国王または女王）の王位継承について定めた法。
制定以来3世紀余りの間有効であったが、同法の部分改正によって2013年王位継承法（英: Succession to the Crown Act 2013）がイギリスの議会で制定され、2013年4月25日にエリザベス2世女王の裁可を受け、2015年3月26日より発効された。これは2011年にイギリスをはじめとする英連邦王国16か国間で締結されたパース協定に従ったものである。

## 概要
1701年当時のイングランド王兼スコットランド王であるウィリアム3世には嗣子がなく、義妹アンとジョージ夫妻の子らが王位を継承することが期待されていたが、彼女の子らがことごとく夭折し、アン以降の国王最有力候補がアンの異母弟でカトリックのジェームズ老僣王となった。この老僣王の即位を阻むべく、イングランド議会において王位継承法は制定された。
この法によって定められた主な条項は、以下の通りである。
- 王位継承者は、ステュアート家の血を引く者に限る。
- イングランド国教会信徒のみが王位継承権を持つ（カトリック信徒は王になれない）。同様に、その配偶者も国教会信徒でなければならない。
この条項により、ジェームズ老僣王をはじめ、
  - チャールズ1世の王女ヘンリエッタ・アンの血を引くサヴォイア公妃アンナ・マリアとその子孫[1]
  - ジェームズ1世の王女エリザベスの血を引く者のうちオルレアン公妃エリザベート・シャルロット（エリザベスの次男・プファルツ選帝侯カール1世ルートヴィヒの娘）とその子孫[2]
  - 同じくエリザベスの血を引く者のうち神聖ローマ皇后アマーリア・ヴィルヘルミーネ（エリザベスの六男・エドゥアルトの孫）とその子孫[3]

など血統上の権利者の多くが排され、ハノーファー選帝侯エルンスト・アウグストと結婚したエリザベス王女の末娘ゾフィーおよびその子孫に継承権者が限定された。
- 外国出身の王は、議会の承認を得なければイングランド国外の領地のために出兵できない。
- 王は、議会の承認なくしてイングランド国外に出ることはできない（1714年廃止）。

## 成立の背景
これはジャコバイトの脅威が背景にあり、この王位継承法なくしてはアン女王の死後、名誉革命によって玉座を逐われたジェームズ2世の長男（アンの異母弟）ジェームズ老僣王に王位が移る可能性が強まったためである。この法によってカトリックを王位から締め出すと、カトリックが比較的多くステュアート家の発祥地であるスコットランドでは反発が起こり、スコットランド議会で1703年、スコットランドの王を自らで決するという安全保障法（the Act of Security）が成立した。
これに対してイングランド側は交易の制限などの圧力をかけたため、スコットランドは経済的に追いつめられた。その結果、1707年に合同法が成立して、スコットランド議会は自らの解散を宣言、イングランドとスコットランドの合同によりグレートブリテン王国が成立した。
1714年にアン女王が死去すると、王位継承法によってゾフィーの長男、ハノーファー選帝侯ゲオルクがグレートブリテン王に迎えられ、ジョージ1世として即位した。

## 2013年王位継承法
イギリス政府（通称：女王陛下の政府、英：Her Majesty's Government）は、2011年の英連邦王国16か国によるパース協定を受け、同年にイギリスの議会で法案を通過させる形で王位継承法の部分改正の手続を開始した。
正式名称は「王位継承を性別によらないものとし、王族の婚姻に関する規定を設ける等の法律（英: An Act to make succession to the Crown not depend on gender; to make provision about Royal Marriages; and for connected purposes）」という。
具体的な改正内容は次の通りである。
- カトリック信徒との結婚による王位継承権の喪失の条項の撤廃（すでに喪失していた者も継承権を回復する）。
- 2011年10月28日以降に誕生した者には、男子優先を改め、男女の別なく継承順位を出生順（長子先継）とする。
- 王位継承順位の最上位6人以外について、国王による結婚承認を必須とする条項の撤廃。
- 1772年王室婚姻法（英語版）は、ジョージ2世の子孫（外国の王族と結婚した王女やその子孫を除く）がイギリス国王の許諾なく行った結婚を無効としていたが、この法が廃止される。

改正された王位継承法は、2013年4月25日にエリザベス2世女王の裁可を受け、英連邦各国の法制におけるパース協定の実施と同時に、旧法が制定された1701年より実に314年ぶりに新しい王位継承ルールが2015年3月26日より施行された。

## 王位継承権が認められる範囲
この王位継承法には人数制限や貴賤結婚の制限などはなく、上述の条件を満たしていれば、どれほど親等に隔たりがあっても王位継承権が認められる。この点は2013年の改正後も変更はされていない。
そのため、ヴィクトリア女王の玄孫の一人でかつエリザベス2世女王の配偶者だったエディンバラ公フィリップのように王位継承権第490位などという人物が世界中にいて、欧米のテレビや雑誌などで数百番台の人物がネタにされたり、半ば洒落で名刺に「イギリス王位継承権○○○位」などと記載している人物もいる。